# F-1 (moteur-fusée)
Le F-1 était un moteur-fusée de très grande puissance, développé par Rocketdyne pour propulser le premier étage (S-IC) du lanceur américain géant Saturn V du programme Apollo. Les cinq moteurs F-1 utilisés sur Saturn V, d'une poussée unitaire au sol de 6,77 méganewtons (690 tonnes) brûlaient de l'oxygène liquide (LOX) et du kérosène (RP-1).
Le F-1 est toujours en 2025 le moteur-fusée à ergols liquides et à chambre de combustion unique le plus puissant à avoir été mis en service.

## Historique

### La genèse du moteur F-1
Les origines du F-1 remontent à 1955, lorsque la compagnie Rocketdyne se voit confier par l'Armée de l'air américaine, la réalisation d'un moteur-fusée à forte puissance, d’une poussée de 4,45 méganewtons. Dès le début, le développement du moteur progresse rapidement. En 1957, Rocketdyne produit les spécifications détaillées de la chambre de combustion et débute les essais sur certains composants du moteur.
En 1958, le projet est abandonné par l'Armée de l'air, qui considère qu'un moteur de ce type est trop puissant pour ses besoins. La NASA, qui dès sa création suit de près le développement du F-1, décide d’émettre un appel d'offres le 14 octobre 1958 pour un moteur développant une poussée de 6,7 méganewtons. Le 9 décembre 1958, la NASA annonce avoir sélectionné Rocketdyne. Elle signe un contrat en ce sens le 9 janvier 1959.
Durant la phase de conception, entre 1959 et 1961, le moteur est simplifié :
- Abandon du générateur de gaz à monergol utilisant de l'hydrazine stocké dans un réservoir sur le pas de tir au profit d'un générateur de gaz utilisant les ergols du moteur-fusée.
- Abandon des 3 turbopompes (hydrazine, RP-1 et LOX) au profit d'une seule turbopompe commune au RP-1 et LOX.

Après les premiers tests statiques, la simplification va se poursuivre :
- Simplification de l'injection de RP-1 depuis une triple rampe d'injection vers une seule rampe permettant de supprimer quatre vannes d'admission entre ces trois rampes.
- Suppression de la régulation active de la puissance provoquant un fonctionnement instable du moteur-fusée.

Les moteurs sont construits à Canoga Park en Californie. L'intégralité des tests réalisés par Rocketdyne se déroulent sur le site de Edwards Air Force Base en Californie. Le site d'essai est situé à moins de 150 km du lieu de fabrication.
Le premier test statique du F-1 va avoir lieu le 25 mai 1961, jour du discours Special Message to the Congress on Urgent National Needs  du président des États-Unis, John F. Kennedy, annonçant sa volonté d'envoyer un Américain poser le pied sur la Lune avant la fin des années 1960.

### Comparaison avec la technologie disponible en 1960
Le Programme Gemini, démarré en 1961, utilise une version spécifiquement adaptée issue de la famille des lanceurs Titan. Les 12 missions de ce programme sont basées sur la version Titan II GLV.
| Lanceur                     | Titan II GLV                   | Saturn V                   |
| --------------------------- | ------------------------------ | -------------------------- |
| Masse au décollage          | 151 tonnes                     | 3 038 tonnes               |
| Premier vol                 | 8 avril 1964                   | 9 novembre 1967            |
| Motorisation 1er étage      | 2 x LR-87-7                    | 5 x F-1                    |
| Puissance unitaire (au sol) | 0,968 MNewtons                 | 6,77 MNewtons              |
| Poussée au décollage        | 1,91 MNewtons                  | 35,1 MNewtons              |
| Ergols                      | Aérozine 50 / peroxyde d’azote | kérosène / oxygène liquide |

Le moteur F-1 est 7 fois plus puissant que le moteur LR-87-7, Saturn V est 20 fois plus lourde et 18 fois plus puissante que Titan II GLV.
La conception d’un moteur-fusée d’une telle puissance, devant supporter les vibrations induites par l'utilisation de 5 moteurs simultanément, représentait un saut technologique immense et un véritable défi pour les ingénieurs de Rocketdyne.

### Les campagnes de test et de fiabilisation
Durant la première année, à partir de mai 1961, les tests statiques vont se faire à 66% de la poussée cible. Au cours de ces tests, une combustion instable provoque l'arrêt prématuré de sept essais (soit 10% des tests statiques) sans dégâts ou destruction des moteurs. La campagne de tests se poursuit sans résoudre la cause du problème.

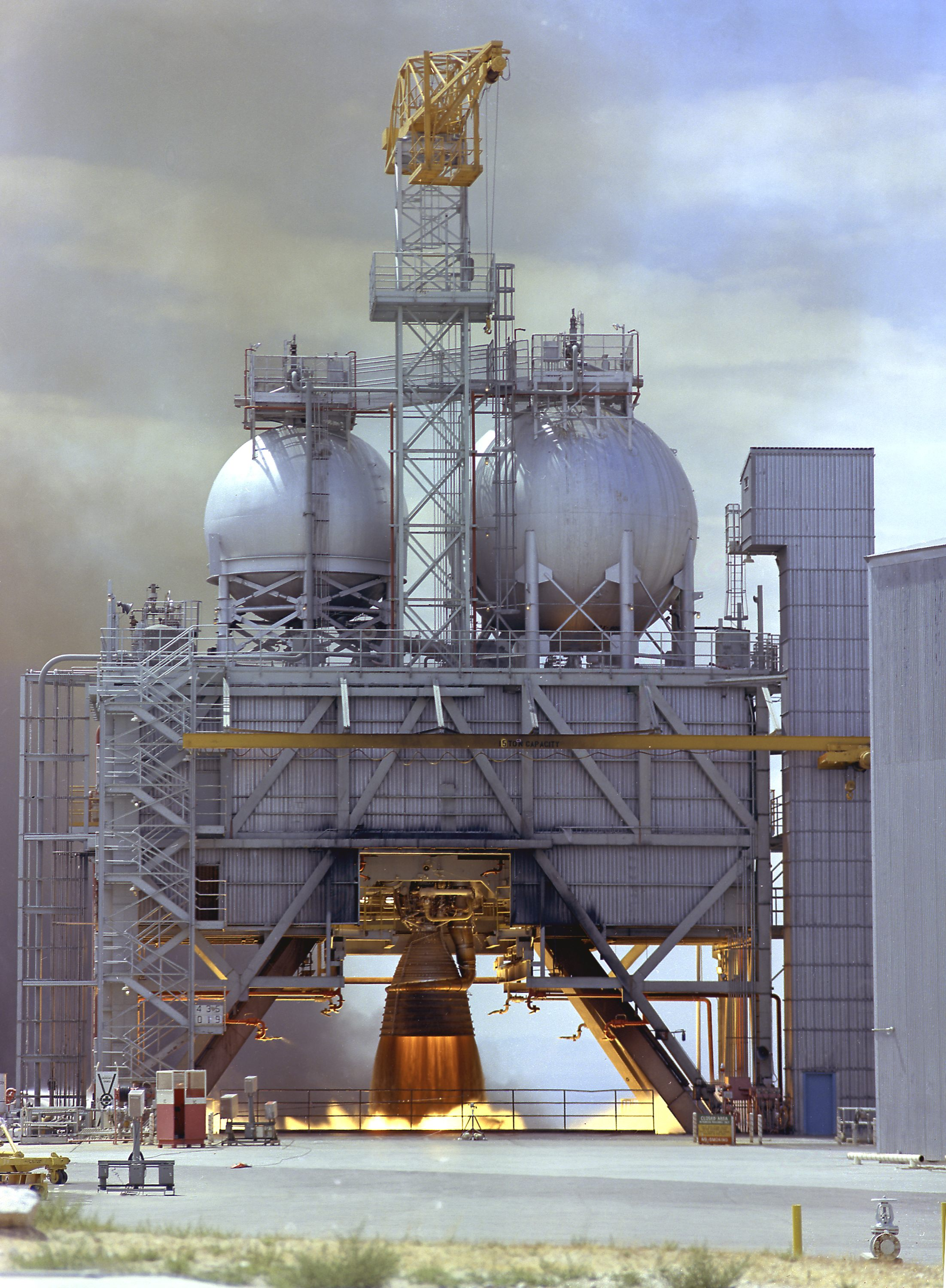
Premier test statique à 100% de la poussée cible pendant la durée cible en 1962 sur le site de Edwards Air Force Base en Californie

Le premier test statique à 100% de la poussée cible est effectué le 14 décembre 1961.
Le premier test statique à 100% de la poussée cible pendant la durée cible (150 secondes) est réalisé le 26 mai 1962 soit une année après le premier test statique. Ce délai exceptionnellement court est remarquable.
Cependant, le 28 juin 1962 un premier moteur est détruit au cours d'un essai à la suite d'un phénomène de combustion instable. Une équipe dédiée est formée afin d'identifier et de résoudre ce problème. Les essais continuent et au cours de ceux-ci dix autres incidents vont se produire provoquant la destruction de deux moteurs supplémentaires et des dommages dans 8 autres cas.
Les années 1963 et 1964 sont utilisées afin de fiabiliser le moteur au travers de campagnes d'essai intensives. D'autres problèmes de fiabilité sont détectés sur la pompe LOX de la turbopompe. Ils sont graduellement résolus. Durant cette période, 1 332 essais sont conduits.

### Livraison et qualification
Le premier moteur F-1 de série est livré à la NASA le 31 octobre 1963 au Centre de vol spatial Marshall, Alabama. Au total, 98 moteurs seront livrés sur les 106 commandés lors de la signature du contrat le 18 novembre 1966. La production est interrompue à la suite de l’arrêt du programme Apollo.
Les moteurs livrés ont été améliorés au cours du programme avec 2 spécifications.
| Vols réalisés                    | Apollo 4, 6 et 8                 | Apollo 9 à 17 & Skylab-1         |
| -------------------------------- | -------------------------------- | -------------------------------- |
| Nombre d'allumages               | 20 max.                          | 20 max.                          |
| Durée de fonctionnement max      | 2 250 secondes                   | 2 250 secondes                   |
| Poussée (au sol)                 | 6,67 MNewtons (680 tonne-forces) | 6,77 MNewtons (690 tonne-forces) |
| Durée max d'une poussée (en vol) | 150 secondes                     | 165 secondes                     |
| Impulsion spécifique             | 260 s (2.5 km/s)                 | 265 s (2.58 km/s)                |
| Masse (à sec)                    | 8 353 kg                         | 8 400 kg                         |
| Masse (en fonctionnement)        | 9 115 kg                         | 9 150 kg                         |

Le moteur F-1 n'a pas de rallumage en vol, il est utilisé avec une poussée continue de 150 à 165 secondes. Cependant, pour passer les différentes qualifications et essais au sol, il doit pouvoir être allumé 20 fois pour une durée totale de fonctionnement de 2 250 secondes.

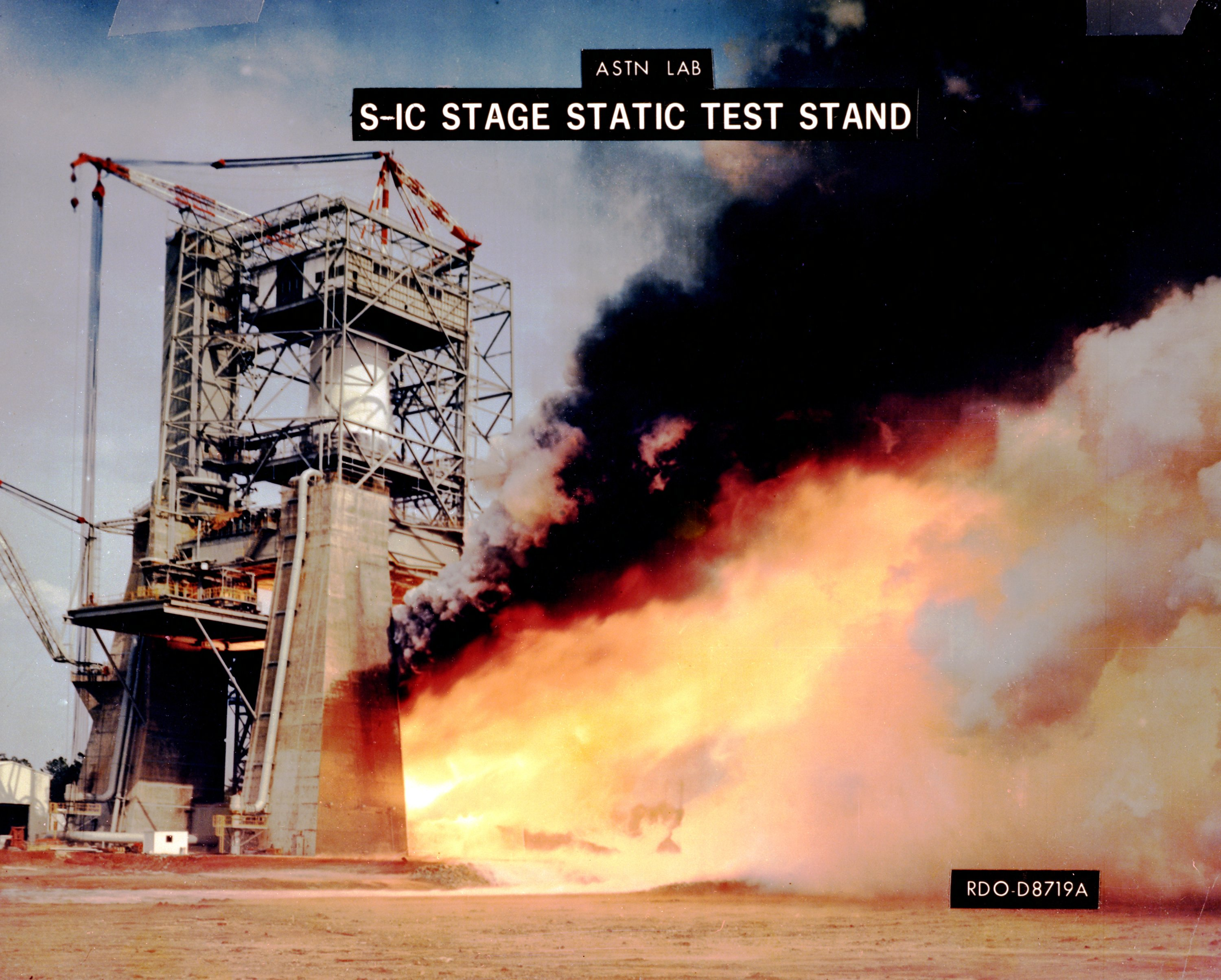
Test statique du premier étage (S-IC) de Saturn V au Centre de vol spatial Marshall en Alabama

Deux moteurs sont sélectionnés afin de réaliser les essais de qualification par la NASA à partir d'octobre 1965. La qualification sera prononcée le 6 septembre 1966 :
- Le premier moteur (NASA F-5037) est allumé 20 fois pour une utilisation totale de 2 256 secondes avec succès.
- Le deuxième moteur (NASA F-5039) est utilisé pour vérifier les limites d'utilisations opérationnelles définies ainsi que la gestion des dysfonctionnements. Il sera utilisé au cours de 34 essais et 2 913 secondes d'utilisation.

Le premier essai statique du premier étage (S1-C) de Saturn V avec cinq moteurs F-1 d'une durée de 6,5 secondes est réalisé le 26 mai 1965. Cet essai est réalisé avec deux mois d'avance par rapport au calendrier prévu. Le premier test statique à 100% de la poussée cible pendant 143,6 secondes est réalisé le 5 aout 1965.
Par la suite, tous les moteurs livrés subissent au moins trois essais de validation par la NASA :
1. moteur isolé : essai de calibrage d'une durée de 40 secondes
2. moteur isolé : essai pendant 165 secondes correspondant à sa durée maximum de poussée prévue
3. 5 moteurs montés dans la configuration S1-C : essai pendant 125 secondes

Ainsi à l'issue de son vol final, un moteur F-1 avait subi au moins quatre allumages et une durée d'utilisation de 495 secondes. L'intégralité des tests réalisés par la NASA se déroulent sur le site du Centre de vol spatial Marshall en Alabama.

### Utilisation en vol et fin des tests
Sur les 98 livrés à la NASA, 65 moteurs F-1 furent utilisés en vol au cours des 13 lancements de Saturn V. Ils avaient tous une durée d'utilisation inférieure à 800 secondes à l'issue du vol.
Rocketdyne produisit 114 moteurs supplémentaires pour ses activités de recherche, tests et qualification.
Au total, les moteurs F-1 subirent 3 248 essais pour un total cumulé de 280 527 secondes d'utilisation. Six moteurs dépassèrent plus de 5 000 secondes d'utilisation. Si l'étage (S1-C) de Saturn V avait été récupérable, les moteurs F-1 étaient largement réutilisables.
La dernière utilisation d'un moteur F-1 eut lieu lors du vol Skylab 1 le 14 mai 1973.

## Conception

### Choix technologiques et design
Pour obtenir un moteur géant d’une grande fiabilité (exigence primordiale pour un moteur destiné aux vols habités) et mener ce projet à terme le plus rapidement possible, les concepteurs décidèrent d’utiliser une approche conservatrice dans l’élaboration du moteur. Le moteur-fusée F-1 reprend dans ses grandes lignes l'architecture du moteur H-1 développé pour les lanceurs Saturn I, avec toutefois une poussée huit fois plus importante. C'est un engin de très grande taille avec une hauteur de 5,8 mètres pour un diamètre de 3,7 mètres. La moitié de cette hauteur est attribuable à la tuyère, dont le rapport de section s'évase de 10:1 à 16:1. Celle-ci est boulonnée au moteur, pour faciliter le transport de celui-ci. L'alimentation du moteur est à combustion étagée : un générateur de gaz brûle une faible fraction des ergols pour entraîner et mettre sous pression, via une turbopompe, les ergols avant de les injecter dans la chambre de combustion. Dans ce type d'alimentation, un mélange riche en carburant est brûlé dans le générateur de gaz, et le gaz produit entraîne la turbine des pompes de carburant et de comburant avant d'être injecté dans la tuyère du moteur, où il complète sa combustion.

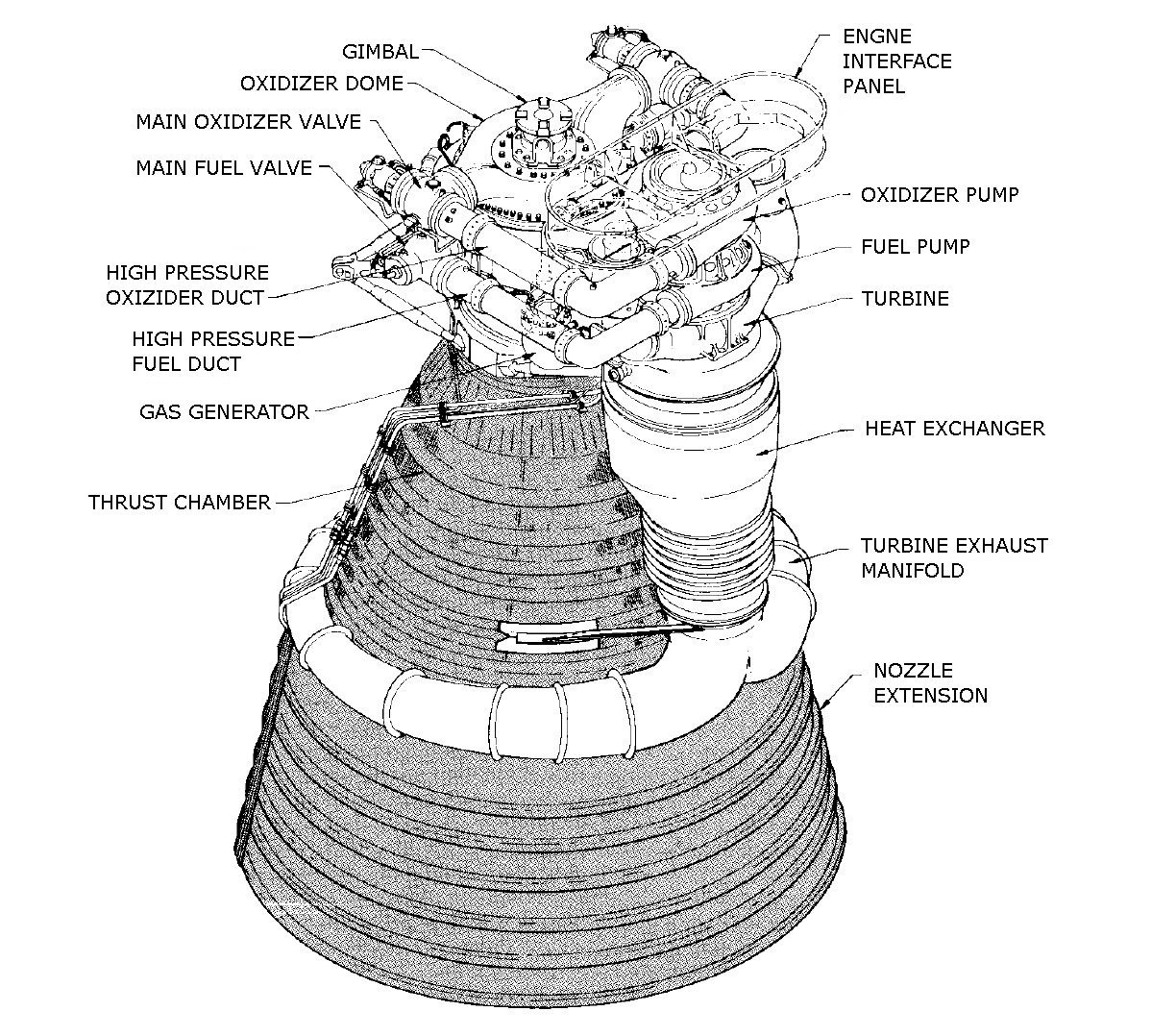
→

### Gimbal(«Montage cardan»)
Pièce permettant l'orientation du moteur de 6° sur 2 axes afin de mettre en œuvre une poussée vectorielle. Il relie le moteur à l'armature principale du premier étage de Saturn V. Les surfaces de contact sont réalisées en Téflon/fibre de verre afin de minimiser les frottements lors des rotations.

### Thrust chamber injector and body(«Chambre de combustion et injecteur»)

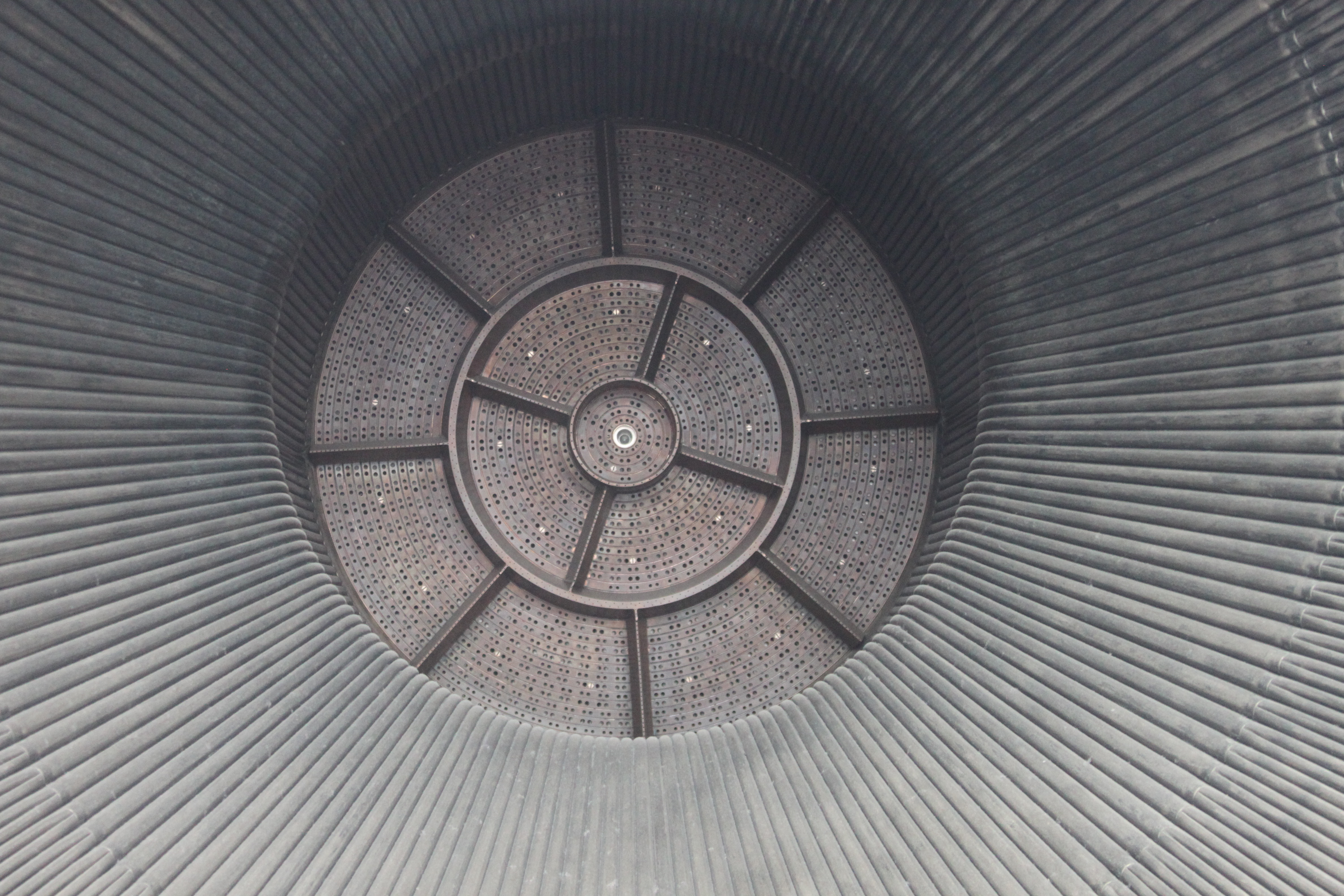
L'injecteur (au fond) et les tubes formant la paroi de la chambre de combustion.

L'injecteur est une plaque en acier inoxydable percée de 3 700 orifices d'injection de RP-1 et 2 600 orifices d'injection de LOX repartis en cercles concentriques alternés. C'est cette pièce qui fut à l'origine des problèmes d'instabilité de combustion.
L'un des défis relevé dans la conception du F-1 est le refroidissement de la chambre de combustion ainsi que celles de la tuyère car il n'existe aucun alliage pouvant résister à de telles températures et pressions malgré l'emploi de l'Inconel-X750, un alliage réfractaire à base de nickel capable de résister à des températures élevées avec un point de fusion à 1 430 °C.
La chambre de combustion & convergent utilise le principe de refroidissement par régénération : le RP-1 circule dans la paroi composée de 178 tubes brasés pour former la paroi (89 descendants + 89 montants). Afin de respecter le profil en expansion de la tuyère, ces tubes se subdivisent en 2 pour former une paroi de 356 tubes secondaires. Le concept de refroidissement par régénération fut déjà mis en œuvre sur le V2 cependant à des températures et pression moindres.
Pour réaliser cette pièce nécessitant plus de 915 mètres de brasures, ainsi que pour améliorer la résistance, le plus grand four à braser des États-Unis est construit. La construction de ces pièces nécessitent trois opérations de brasage distinctes à trois températures décroissantes avec 3 métaux d'apport :
1. Assemblage des tubes primaires et secondaires → métal d'apport : {\displaystyle {\ce {Au-27Pd-22Ni-10Cr}}} cuit à 1 230 °C
2. Assemblage des tubes entre eux avec les anneaux et bandes afin de créer l'enveloppe → métal d'apport : {\displaystyle {\ce {Ag-20Pd-5Mn}}} cuit à 1 150 °C
3. Renforcement des joints le nécessitant dans l'enveloppe → métal d'apport : {\displaystyle {\ce {Au-18Ni}}} cuit à 980 °C

Toute réparation ultérieure se fait en utilisant le troisième métal d'apport. Les procédés de construction, outils de production et méthodes de vérification sont conçus et mis en œuvre spécifiquement pour ce moteur.

### Nozzle extension(«tuyère basse»)

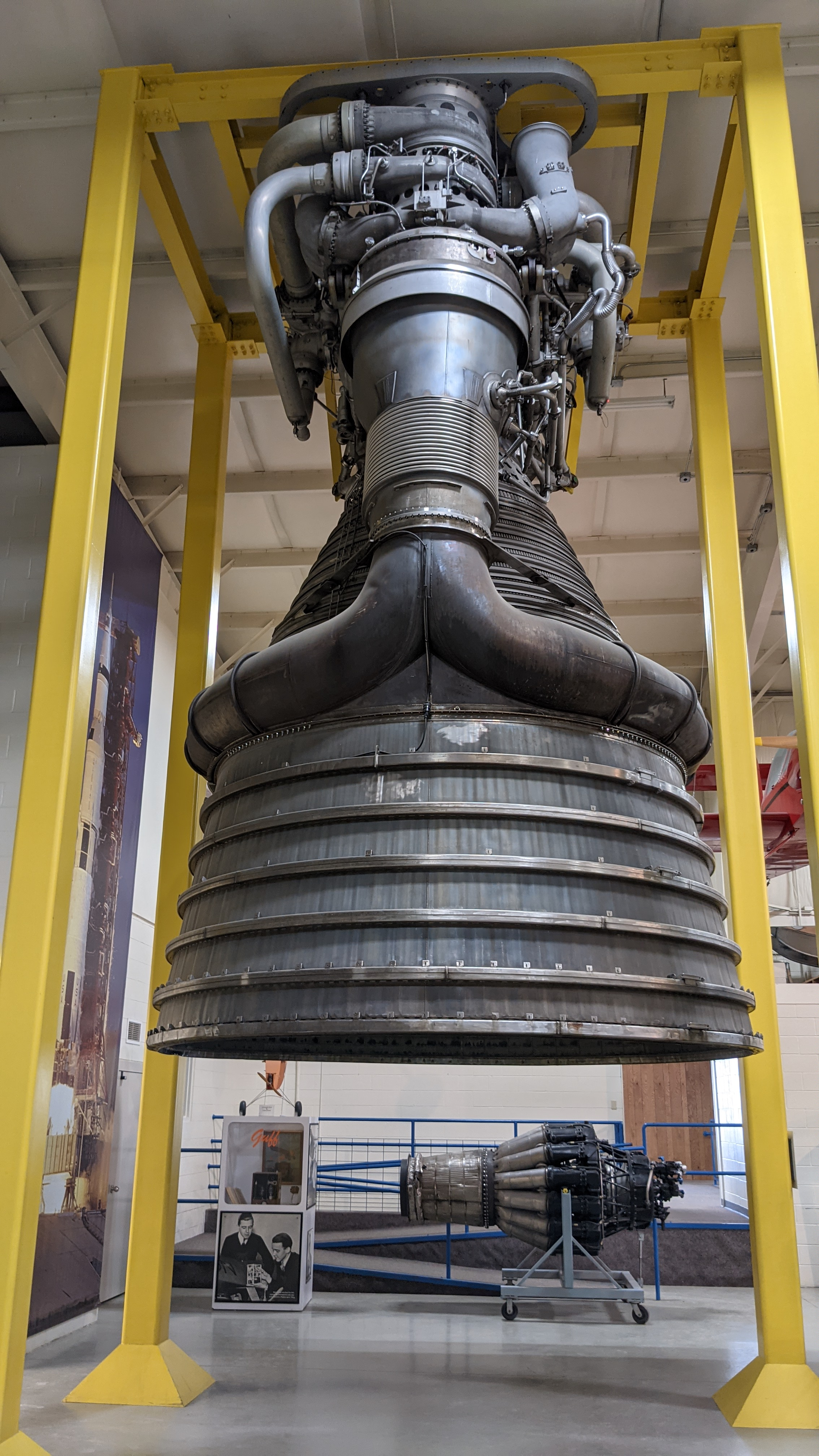
Vue du moteur F-1 avec au premier plan l'injecteur des gaz froids issus de la turbopompe.

Pour des raisons de transport, la tuyère est démontable et boulonnée à la partie supérieure. En effet, la moitié de la hauteur du moteur est attribuable à cette pièce dont le rapport de section s'évase de 10:1 à 16:1.
Pour refroidir cette pièce pendant la durée de l'allumage, les gaz d'échappement de la turbine sont collectés et injectés en périphérie interne de la tuyère. Ce gaz relativement froid (650 °C) forme un film qui protège la tuyère des gaz chauds à 3 200 °C venant de la chambre de combustion. Ce principe, est visible sur la photo du moteur : le collecteur de gaz sortant de la turbine de la turbopompe vient former un coude à 90° vers la droite et vers la gauche afin d'enserrer la tuyère à mi-hauteur avec une forme de boudin.
C'est ce principe de refroidissement qui donne un aspect peu lumineux aux gaz en sortie de tuyère avant qu'ils ne deviennent par la suite beaucoup plus brillants.

### oxidizer & fuel pump, turbine(«turbopompe»)
La turbopompe unique, qui alimente en ergols à la fois le générateur de gaz et la chambre de combustion, est entraînée par une turbine à deux étages d'une puissance de 41 MW (soit 55 000 cv). En régime nominal, elle tourne à 5 550 tours par minute. Elle est alimentée par les gaz en provenance du générateur de gaz. Ce gaz est riche en RP-1 afin de protéger la turbine de toute oxydation. L'unique axe de la turbine entraîne directement les pompes à RP-1 et à LOX. Les débit en sortie des pompes à régime nominal sont :
- LOX : 1 790 kg/s soit 1 565 litres/s
- RP-1 : 790 kg/s soit 980 litres/s

Cette turbopompe permet de fournir à la chambre de combustion un mélange de 2,27:1 entre LOX et RP-1. Le RP-1 pressurisé est aussi utilisé comme lubrifiant des paliers de la turbopompe et comme liquide hydraulique pour les différentes vannes et servocommandes du moteur.
La turbopompe doit supporter des variations de températures entre la partie turbine avec des gaz introduits à 815 °C et la pompe LOX comprimant un liquide à −185 °C.

## Principaux problèmes de fiabilité résolus pendant la phase d'essai

### Instabilité de combustion dans la chambre de combustion

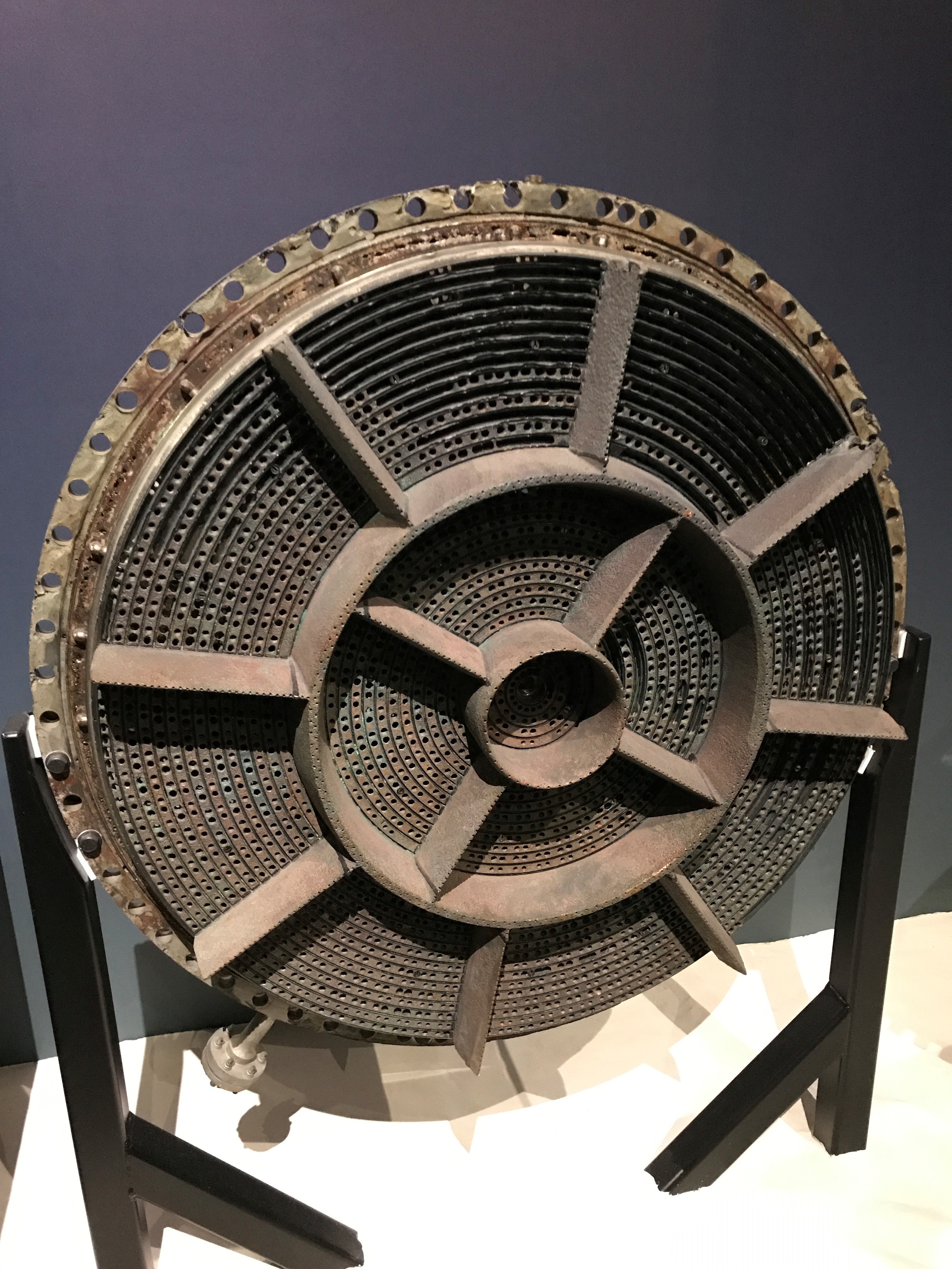
Plaque d'injection compartimentée issue des travaux du « Project Go » permettant d'éviter les instabilités de combustion

À la suite de la destruction d'un premier moteur lors de tests à pleine poussée en 1962, une équipe (« Project Go ») dédiée est formée, composée de personnels du Centre de vol spatial Marshall, de Rocketdyne ainsi que de l'université de Princeton afin d'identifier et de résoudre ce problème. L'équipe d'une quinzaine de personnes est dotée d'un budget de quarante millions de dollars. Pendant que l'équipe s'attelle à trouver une solution, deux autres moteurs sont détruits à la suite de l'apparition d'une instabilité de combustion et huit autres subissent des dommages.
La cause de l'instabilité de combustion est identifiée. Elle est induite par la conception de la plaque d'injection totalement lisse ainsi que la taille de chambre de combustion. L'équipe va s'inspirer de la conception de la chambre de combustion du V2 et concevoir plusieurs dessins visant à compartimenter la plaque d'injection ainsi que la répartition des injecteurs,.
Rocketdyne réalise une campagne de tests portant sur 108 différentes configurations qui seront testés au cours d'une campagne de 1 332 différents essais pour retenir finalement un dessin composé de treize compartiments.
Au cours de cette campagne sont inclus des tests visant à provoquer intentionnellement des instabilités. L'objectif est d’éliminer tout risque de réapparition du phénomène d'instabilité de combustion dans des conditions de vols réels. Pour ce faire, une petite charge explosive est déclenchée lorsque la poussée du moteur atteint 100 % afin de vérifier que celui-ci est en mesure de restabiliser le flux de combustion.
Au cours de ces essais avec charge explosive, neuf autres cas d’instabilité seront provoqués sur des configurations testées. Pour la plaque d'injection compartimentée retenue, les tests ont démontré que le flux de combustion se restabilisait en moins de 45 millisecondes après l'explosion de la charge.
À la suite de la mise en œuvre de la nouvelle plaque d'injection, plus aucun cas ne fut détecté au cours d'essais ou de vols réels.

### Rupture de la pompe LOX
La pompe LOX comporte six vannes d'admission. Celles-ci présentaient des faiblesse due à leur mise à l'échelle du moteur. Au cours de 4 essais statiques les moteurs ont présenté des défaillances :
| Moteur | Date             | Durée de fonctionnement |
| ------ | ---------------- | ----------------------- |
| F010-2 | 18 novembre 1963 | 110,2 secondes          |
| F014   | 28 février 1964  | 110,5 secondes          |
| F019   | 21 avril 1964    | 107,7 secondes          |
| F029   | 14 décembre 1965 | 109 secondes            |

Par chance, lors de l'échec du 18 novembre 1963, le moteur n'explose pas. Son démontage révèle que le papillon d'une des vannes s'est cassé puis il a migré dans la roue centrifuge de la pompe sans provoquer de frottement, ni friction qui aurait fait exploser la pompe.
Les investigations ont permis de fiabiliser les vannes ainsi que diminuer l'usure et la corrosion des paliers de la pompe. Afin d'éviter d'autres incidents la pompe LOX fut limitée à 3 500 secondes d'utilisation avant remplacement. L'explosion de 1965 était sur un moteur ayant plus de 5 000 secondes d'utilisation.
L’enquête a exclu toute cause liée à la durée de fonctionnement lors des essais. Cependant, ceux qui connaissaient ce problème suspendaient leur respiration aux alentours des 110 secondes.

## Fonctionnement

### Préparation de l'allumage

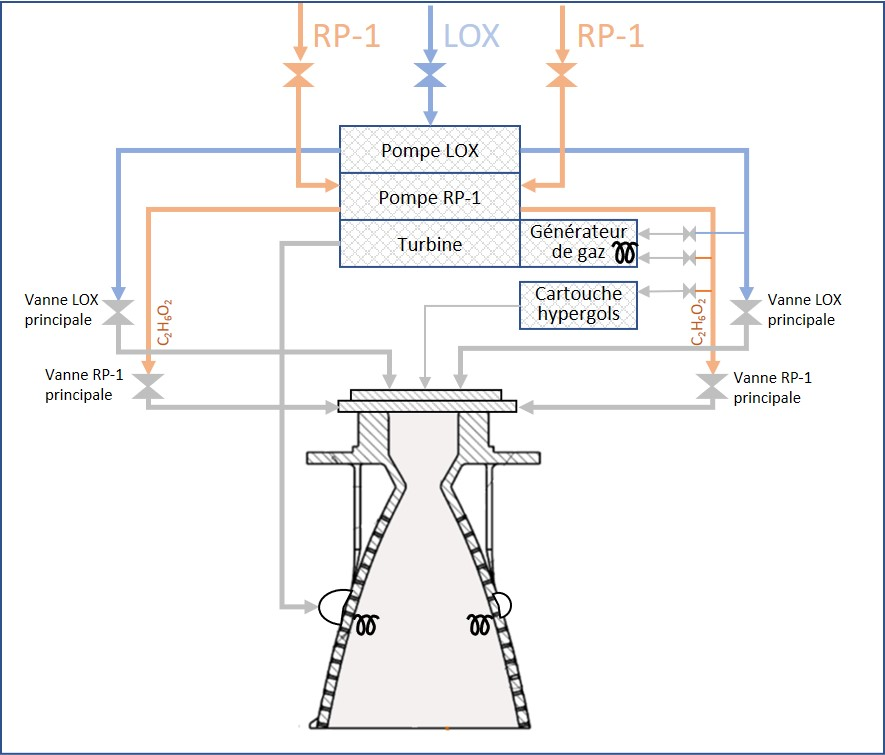
Étape 1 - Prêt à l'allumage

Avant le démarrage du moteur, celui-ci est relié à des sources externes : pression pneumatique et hydraulique, alimentation électrique et alimentation en ergols.
Étape 1 : État avant que la séquence de démarrage soit lancée
1. Les circuits d'admission des ergols en amont et en aval de la turbo pompe sont préremplis.
2. Les vannes principales d’admission des ergols dans la table d'injection sont fermées.
3. Les vannes des ergols vers le générateur de gaz sont fermées.
4. Les allumeurs sont installés dans la chambre de combustion et dans le générateur de gaz.
5. L'ergol hypergolique est chargé dans la cartouche de démarrage.

Lors de l'envoi de l'ordre de démarrage au moteur il s'écoule 7 secondes pendant lesquels le moteur va mettre sous tension électrique ses différents composants.

### Allumage
La durée de la séquence d'allumage est de 5 secondes.

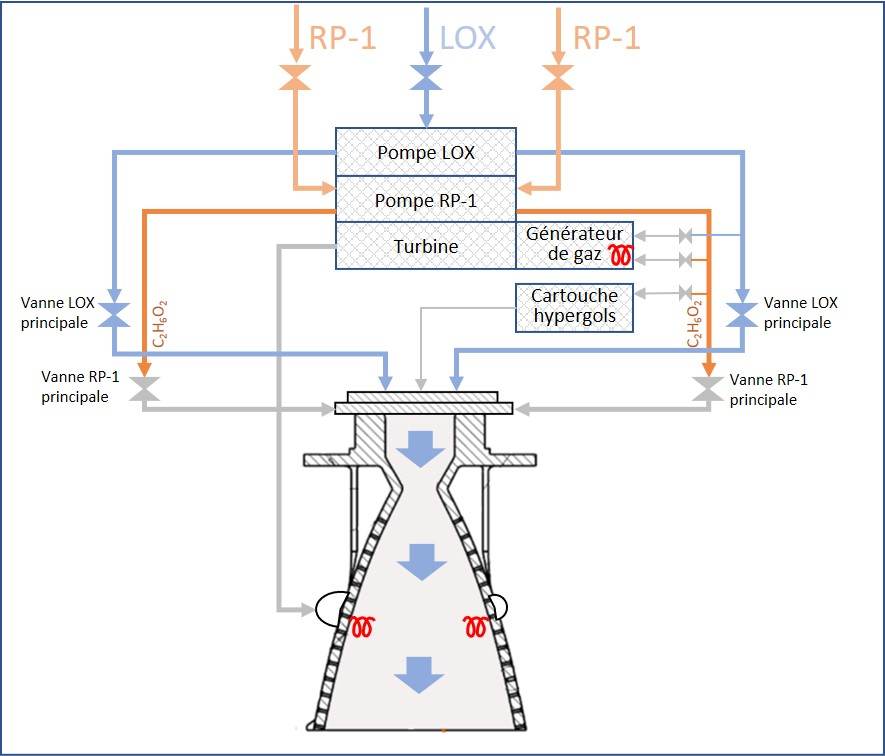
Étape 2 - Lancement de la turbopompe

Étape 2 : Lancement de la turbopompe
1. Les allumeurs installés dans la chambre de combustion et dans le générateur de gaz sont activés. Ils vont brûler pendant 5 secondes.
2. Dès que l'allumage des brûleurs est détecté, la chaleur venant faire fondre un fusible, les vannes contrôlant l'arrivée du LOX dans la table d'injection s'ouvrent.
3. Comme le LOX est stocké dans le réservoir le plus haut du premier étage, il va s'écouler par gravité. Il entraine la rotation de la turbopompe jusqu'à 700 à 1 000 tr/min. Le LOX s'écoule dans la chambre de combustion.

À ce stade, c'est la pompe LOX qui entraine la turbine.

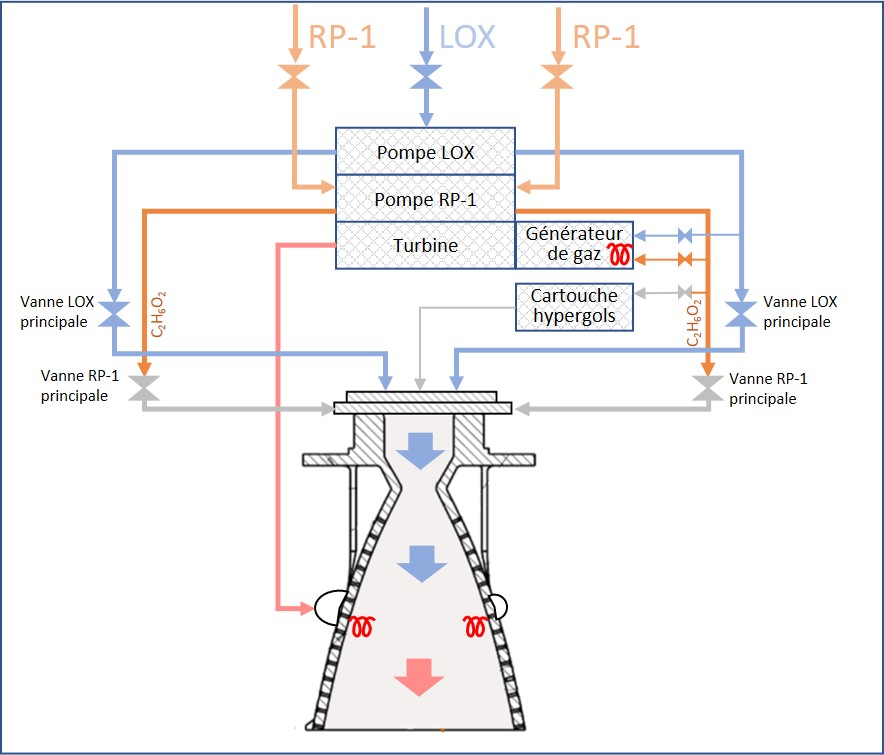
Étape 3 - allumage du générateur de gaz et de la tuyère

Étape 3 : Allumage du générateur de gaz et de la tuyère
1. Les vannes permettant l'entrée du RP-1 et LOX dans le générateur de gaz s'ouvrent simultanément, elles sont liées mécaniquement. La pression d'admission des ergols dans le générateur de gaz correspond à celle de la gravité pour le LOX et celle générée par la rotation de la turbopompe pour le RP-1 afin de compenser sa plus faible hauteur de stockage.
2. Le mélange au contact de l'allumeur s'enflamme.
3. La pression des gaz commence à monter dans le générateur de gaz entrainant la turbine de la turbopompe.
4. Les gaz collectés en sortie de turbine sont injectés dans la partie basse de la tuyère. Or ceux-ci sont riches en kérosène, au contact du LOX et des allumeurs ils provoquent l'allumage dans la tuyère.

L'allumage de la tuyère ne provoque aucune poussée. Il faudra attendre l'étape 6 pour cela.

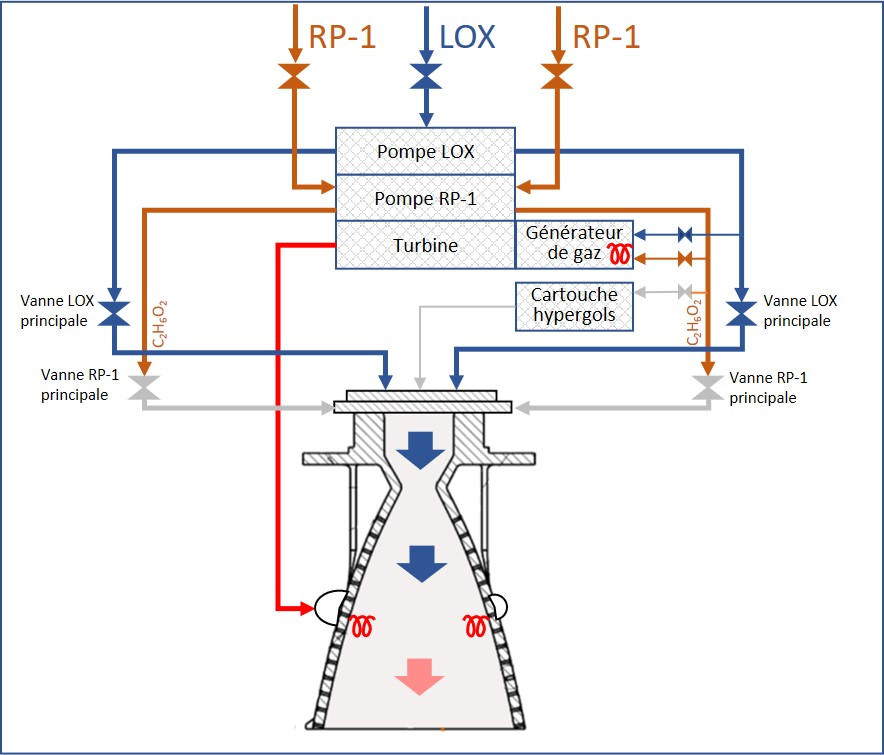
Étape 4 - Montée en régime de la turbopompe.

Étape 4 : Montée en régime de la turbopompe
1. La pression des gaz devient supérieure à la force de gravité liée à l'écoulement du LOX.
2. La turbopompe commence à comprimer le RP-1 et le LOX augmentant ainsi la pression d'admission dans le générateur de gaz
3. Le débit de gaz en sortie du générateur de gaz augmente.
4. La vitesse de rotation de la turbine augmente comprimant plus d'ergols en entrée du générateur de gaz.

À ce stade, c'est la turbine qui entraine les pompes. La puissance de la turbopompe augmente, cependant la vanne d'admission du RP-1 reste fermée.
Entre le début de l'étape 2 et la fin de l'étape 4, il s'écoule trois secondes.

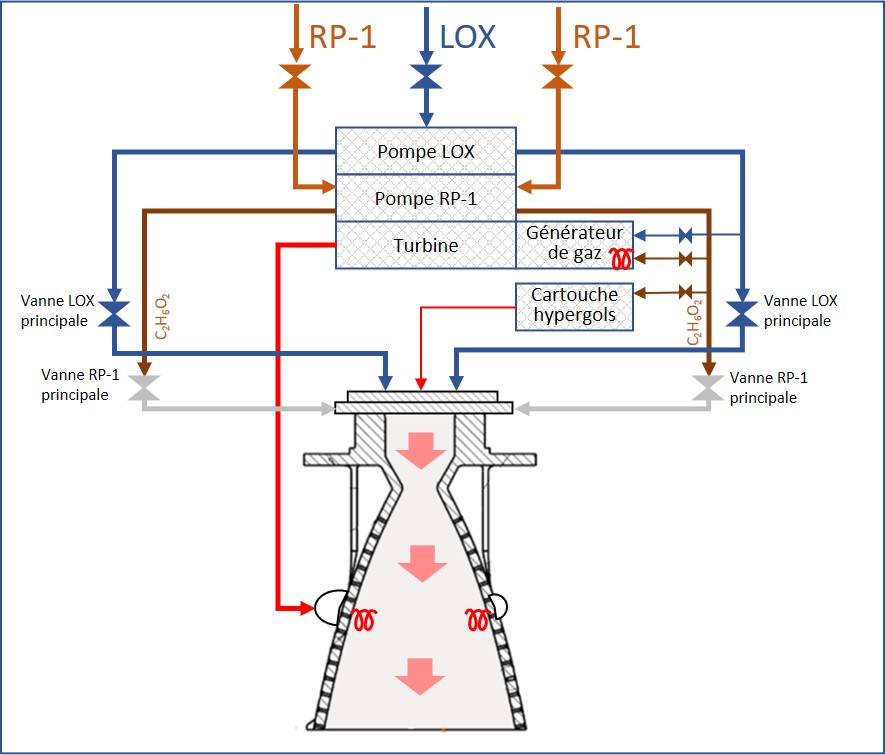
Étape 5 - Allumage de la chambre de combustion

Étape 5 : Allumage de la chambre de combustion
1. Quand la pression dans le circuit d'injection du RP-1 atteint 26 bars, il déclenche la vanne d'injection des hypergols. Le RP-1 peut alors pousser 50 centilitres d'ergols hypergoliques (triéthylaluminium et triéthylborane) dans la chambre de combustion.
2. Ces ergols hypergoliques au contact du LOX s'enflamment spontanément.
3. RP-1 ayant poussé ces hypergols peut atteindre la chambre de combustion.

L'étape 5 est très courte.

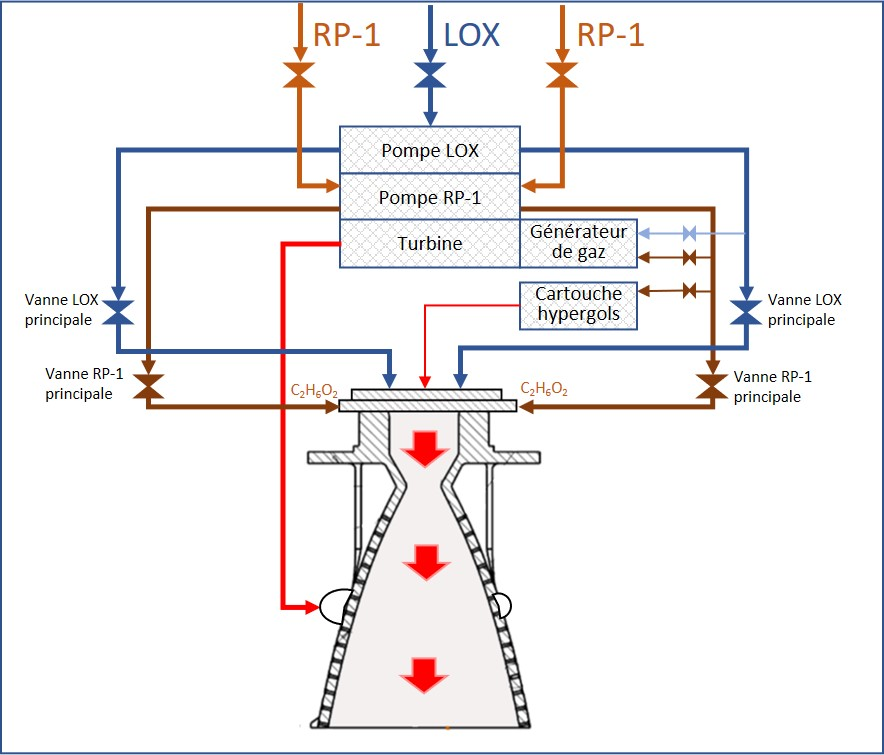
Étape 6 - Montée de la poussée

Étape 6 : Ouverture de la vanne d'admission du RP-1
1. Dès que l'allumage de la chambre de combustion est détecté, les vannes principales d'admission du RP-1 s'ouvrent.
2. En amont de cette vanne, le circuit a été préalablement rempli avec de l'éthylène glycol et de l'eau.
3. L'éthylène-glycol, l'eau sont injectés dans la chambre de combustion accroissant la pression dans celle-ci. L'éthylène glycol produit une pression moindre dans la chambre de combustion que le RP-1 ce qui permet une augmentation de pression progressive au fur et à mesure que le RP-1 vient purger l’éthylène glycol du circuit d'admission.

La poussée du moteur devient nominale en moins de 3 secondes.

### Illustration des différentes séquences
À l'allumage du moteur, on peut distinguer 3 phases :
- Une première fumée blanche qui tombe à la vitesse de la gravité. C'est l'écoulement du LOX correspondant à l'étape 2.
- Des flammes partant de la tuyère avec une fumée noire remontant le long de la tuyère. C'est le début de l'allumage dans la tuyère à l'étape 3.
- La succion de ces flammes et l'établissement de la poussée. C'est l'allumage de la chambre de combustion à l'étape 6.

Lors du décollage de la mission Apollo 11, la NASA a utilisé des caméras à très haute vitesse de prise de vues sur le pas de tir. Il est possible d'y distinguer distinctement l'allumage de la tuyère puis de la chambre de combustion provoquant la succion des flammes. De même, lors du décollage, l'utilisation des gaz froids, plus sombres, pour protéger la tuyère est clairement visible.

## Évolutions et spécifications ultérieures

### La spécification F-1A
Dès 1960, Rocketdyne prépare une troisième spécification du moteur pour un usage postérieur au programme Apollo. Ses spécifications sont :
| Spécifications              | F-1A                          |
| --------------------------- | ----------------------------- |
| Nombre d'allumages          | 20 max.                       |
| Durée de fonctionnement max | 2 250 secondes                |
| Poussée (au sol)            | 8 MNewtons (816 tonne-forces) |
| Impulsion spécifique        | 269 s                         |

Deux moteurs seront produits et testés. Cependant, ne répondant à aucun besoin, le développement de celui-ci sera abandonné malgré les premiers tests concluants.

### La spécification F-1B
Dans le cadre du programme Space Launch System, Dynetics et Rocketdyne ont évalué la faisabilité d'utiliser des moteurs F-1B en tant que propulseurs d'appoint nommés Pyrios. Une étude de 30 mois, à partir d'octobre 2012, fut conduite afin de moderniser le moteur F-1A ainsi qu'en réduire les coûts de fabrication.
Pour cela, un moteur F-1 subsistant, conservé au National Air and Space Museum, a été étudié, et sa génératrice de gaz testée sur un banc d'essai. Aucune suite n'a été donné à ces études.

## Postérité

### Conservation
Sur les 98 moteurs livrés par Rocketdyne à la NASA, :
- 65 ont été détruits lors de vols réels.
- 10 sont assemblés sur un premier étage de Saturn V en attente d'un vol et exposés dans des musées.
- 9 sont conservés par la NASA (F-2005, F-2009, F-5038, F-6090) au MSFC ou Rocketdyne (F-2004, F-2006, F-3014, F-5037, F-5039) à Canoga Park.
- 7 sont exposés dans des musées.
- 4 sont montés sur des démonstrateurs (S-IC-T & S-IC-D) d'un premier étage de Saturn V et exposés dans des musées.
- 3 furent détruits (F-1002, F-6070, F-6072).

Il faut ajouter à cette liste :
- 2 moteurs assemblés par la NASA afin de former ses personnels aux remplacements de pièces qui furent montés sur l'un des démonstrateurs premier étage de Saturn V (S-IC-T).
- 7 maquettes ayant un numéro de série fournies par Rocketdyne à la NASA. Trois sont montés sur le démonstrateur (S-IC-D), un sur le démonstrateur (S-IC-T)

Enfin environ 114 moteurs furent produits par Rocketdyne pour ses activités de développement, 4 sont exposés dans des musées.
La liste des moteurs F-1 exposés dans les musées avec leur numéro de série (numéro NASA pour les moteurs livrés et numéro Rocketdyne pour les autres) :
| Localisation                                                            | Origine & configuration |
| ----------------------------------------------------------------------- | --- |
| Space Center Houston, Houston,TX, USA                                   | 5 moteurs montés sur l'étage S-1C d'une Saturn V (SA-514) prévue pour Apollo 18 ou Apollo 19. (F-6089, F-6093, F-6085, F-6086, F-6092) |
| Stennis Space Center, INFINITY Science Center; comté de Hancock, MS,USA | 5 moteurs montés sur l'étage S-1C d'une Saturn V (SA-515) prévue pour Apollo 18 ou Apollo 19. (F-6066, F-6091, F-6097, F-6060, F-6098) |
| Centre spatial Kennedy, Apollo/Saturn V Center, Merritt island, FL, USA | 5 moteurs montés sur l'étage S-1C d'une Saturn V (S-IC-T) utilisée pour des tests statiques. Parmi ces moteurs, deux sont de production (F-2008, F-2010), deux ont été assemblés par la NASA et le dernier est une maquette sérialisée. |
| U.S. Space & Rocket Center, Huntsville, AL, USA                         | 5 moteurs montés sur l'étage S-1C d'une Saturn V (S-IC-D) utilisée pour des tests dynamiques. Parmi ces cinq moteurs, deux sont de production (F-2003, F-2007) et les 3 autres sont des maquettes sérialisées. Moteur de remplacement pour la Saturn V (SA-502) ayant servi pour Apollo 6 (F-4028).                                                                    |
| Centre de vol spatial Marshall, Huntsville, AL, USA                     | Moteur prévu pour la Saturn V (AS-503) ayant servi pour Apollo 8, retiré à la suite de la découverte d'une fuite dans la pompe RP-1 (F-4023). Moteur prévu pour la Saturn V (AS-505) ayant servi pour Apollo 10, retiré et partiellement remplacé (F-5036 avec la tuyère du F-5034). La tuyère du F-5036 a volé assemblée au moteur F-5034 sur Apollo 10.              |
| Air zoo, Portage, MI, USA                                               | Moteur ayant servi à Rocketdyne pour ses activités de développement (F-041). |
| Science Museum Oklahoma, Oklahoma city, OK, USA                         | Moteur ayant servi à Rocketdyne pour ses activités de développement (F-107-1). |
| Museum of Flight, Tukwila, WA, USA                                      | Moteur de remplacement pour la Saturn V (SA-514 et SA-515) prévue pour Apollo 18 ou Apollo 19 (F-6049). Initialement ce moteur aurait dû voler sur la Saturn V (SA-511) d'Apollo 16. L'intégralité des moteurs de cette mission furent changés à la suite d'un incident lors de tests statiques.                                                                       |
| Stafford Air & Space Museum, Weatherford, OK, USA                       | Moteur ayant servi à Rocketdyne pour ses activités de développement (F-114-2). |
| Aerojet-Rocketdyn 8900 De Soto Avenue, Canoga Park, CA, USA             | Moteur ayant servi à Rocketdyne pour ses activités de développement. Il est exposé sur le parking visiteurs des locaux de Aerojet-Rocketdyne (Engineering Mockup 1, jamais utilisé en tests). |
| Musée de l'histoire spatiale du Nouveau-Mexique, Alamogordo, NM, USA    | Moteur de production. Il ne fut prévu sur aucun vol (F-6067). |
| National Air and Space Museum, Washington, D.C., USA                    | Moteur de production. C'est le premier moteur livré à la NASA le 31 octobre 1963. Il était prévu pour des tests statiques (F-1001). Moteur de production dont 1/4 est visible (F-6045). Ce moteur aurait dû voler sur la Saturn V (SA-511) pour Apollo 16. L'intégralité des moteurs de cette mission furent changés à la suite d'un incident lors de tests statiques. |
| Powerhouse Museum, Sydney, Australie                                    | Moteur ayant servi à Rocketdyne pour ses activités de développement. (F-025). |

### Récupération des moteurs utilisés
Jeff Bezos, fondateur d'Amazon, annonce le 20 mars 2013 avoir localisé des débris de moteurs F-1 ayant volé sur Saturn V. Ils auraient percuté l'Océan Atlantique à la vitesse de 5 000 km/h avant de reposer à −4 300 mètres de profondeur. Ces débris se situent à 640 km à l'est de la base de lancement de Cap Canaveral.
Le navire d'exploration Seabed Worker remonte du fond de l'océan des éléments permettant de reconstituer deux moteurs (chambres de combustion, générateurs de gaz, tables d'injection, échangeurs de chaleur, vannes). Les pièces remontées sont expertisées, traitées et stabilisées au Kansas Cosmosphere and Space Center. Elles proviennent des missions Apollo 11, Apollo 12, Apollo 16.
Toutes les pièces remontées appartiennent à la NASA. Cependant un accord est trouvé avec Jeff Bezos pour qu'une partie des éléments soient exposés au Museum of Flight près de Seattle ou se situe le siège de sa société. Le 20 mai 2017, l'exposition permanente est inaugurée. Elle inclut notamment la table d'injection et la chambre de combustion du moteur numéro 3 d'Apollo 12 ainsi que le générateur de gaz d'Apollo 16.
Les autres pièces dont les restes d'un des moteurs d'Apollo 11 sont la propriété du Smithsonian et conservés au National Air and Space Museum de  Washington D.C.

## Culture
Dans le jeu vidéo et simulateur de programme spatial Kerbal Space Program, le Propulseur à ergol liquide KE-1 « Mastodonte » est tout simplement un moteur F-1. De plus, la description du moteur indique que l'on ne fait pas plus puissant que ce moteur. En plus de pouvoir être utilisé pour construire une Saturn V (l'adaptateur pour grappe de 5 propulseurs Kerbodyne  permet cette action), il peut être appliqué sans problème sur d'autres vaisseaux grâce à ses variantes qui lui permettent d'être inclus comme moteur unique.

## Galerie de photos

Moteur F-1
Quatre moteurs F-1 montés sur leur structure de poussée.
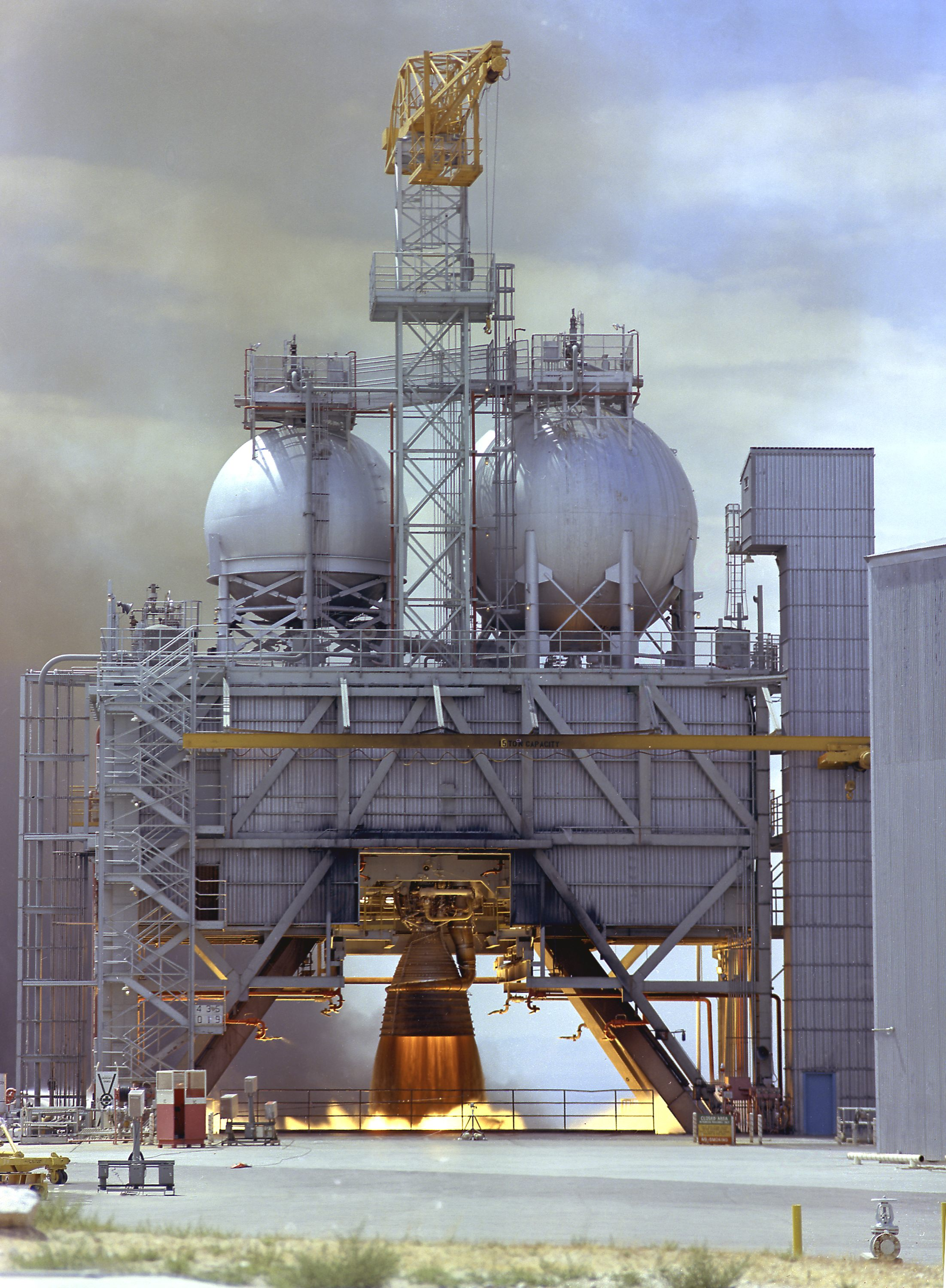
Test statique d'un moteur F-1.
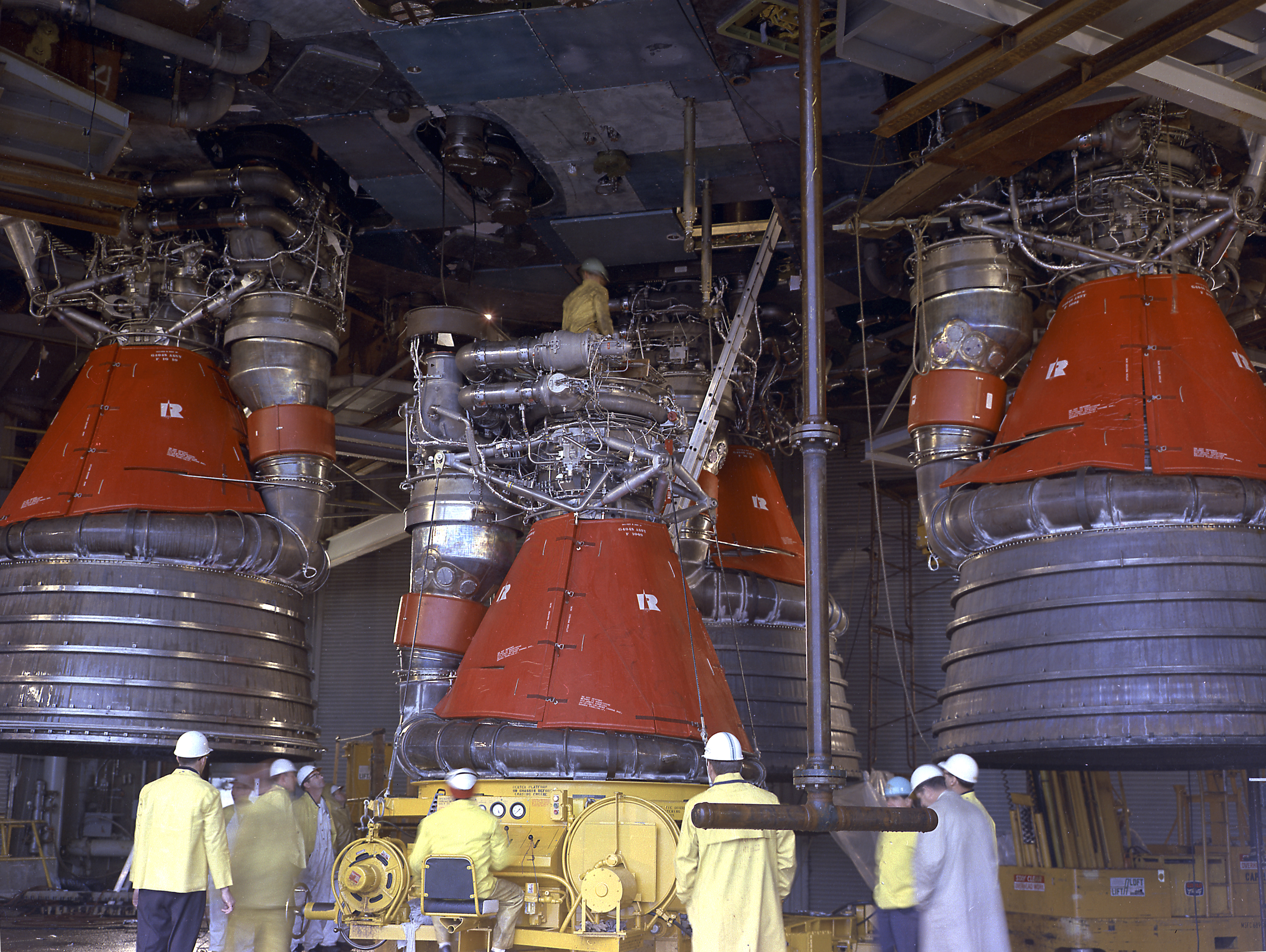
Installation des moteurs sur le premier étage pour un test statique de l'ensemble de l'étage. Le moteur central visible ici est encore sur son chariot et n'est pas encore équipé de la partie basse de sa tuyère.
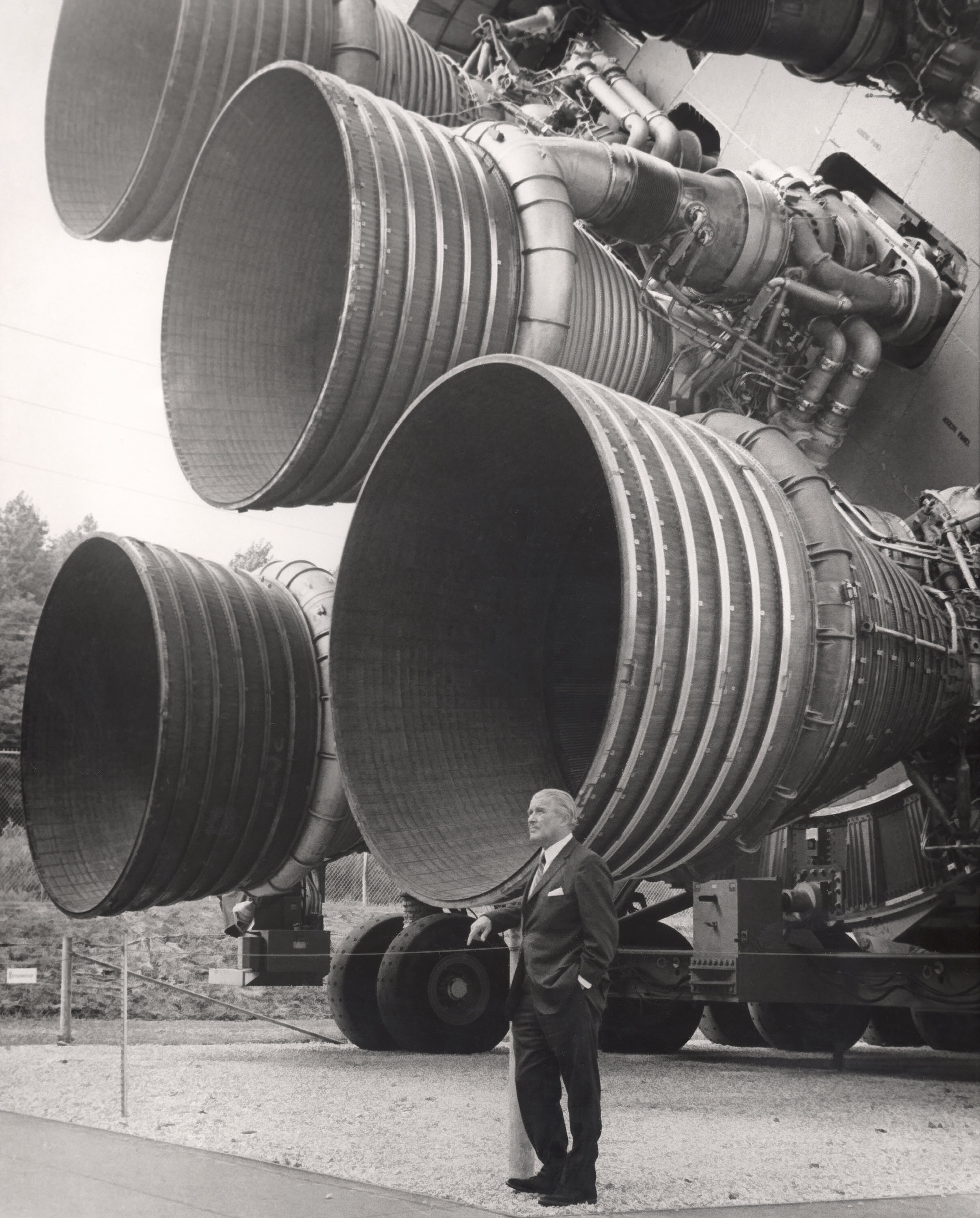
Wernher von Braun devant les moteurs F-1 du premier étage d'une fusée Saturn V.

### Manuel de formation et de familiarisation
Le manuel de formation et de familiarisation produit par Rocketdyne (Version n°10 du 16 juillet 1971) est la référence historique la plus complète concernant le moteur F-1, ses composants internes, les procédures d'utilisation, de transport et de test, enfin d’intégration dans l'étage S-1C de Saturn V.
- (en) F-1 Engine familiarization - training manual